# LXXI Corpo de Exército (Alemanha)
O LXXI Corpo de Exército (em alemão:LXXI. Armeekorps) foi um Corpo de Exército alemão que operou durante a Segunda Guerra Mundial.

## Comandantes
| Comandante                                                                      | Data                                           |
| ------------------------------------------------------------------------------- | ---------------------------------------------- |
| General der Artillerie Willi Moser                                              | 1 de novembro de 1943 - 15 de dezembro de 1944 |
| General der Artillerie Anton Reichard Freiherr von Mauchenheim von Bechtolsheim | 15 de dezembro de 1944 - 8 de maio de 1945     |

## Área de operações
| Noruega | janeiro de 1943 - maio de 1945 |